# ایوا شوبرت
ایوا شوبرت (مجاری: Éva Schubert؛ ۱۹ ژانویهٔ ۱۹۳۱ – ۱۱ ژوئیهٔ ۲۰۱۷) بازیگر اهل مجارستان بود.
او بابت یک عمر دستاورد هنری در سال ۲۰۱۳ میلادی برندهٔ جایزه کُشوت شد.
وی زادهٔ شهر بوداپست بود و در همان‌جا هم درگذشت.
از فیلم‌ها یا مجموعه‌های تلویزیونی که وی در آن‌ها نقش داشته است، می‌توان به عنکبوت آبی، تیلز، بلای جان گربه‌ها و  یک لیوان آبجو اشاره نمود.